# 台語電視台
台語電視台是指全程以臺灣話（通稱台語）發音的電視台。在臺灣，具體作為是由公視成立「公視台語台」。
在公視台語台開播之前，臺灣沒有任何一個完全以台語播出的電視台。雖然商業電視台有民視無線台、三立台灣台、霹靂台灣台等頻道主要以台語播音，但仍參雜大量國語（華語）內容，並非以台語為整體節目製作之主要載體。蔡英文政府上台後，多個臺灣民間團體連署請願文化部成立具公共服務性質的台語電視台，並由立法院在2018年12月25日三讀通過《國家語言發展法》為法源依據；文化部編列預算補助公視在2019年7月籌設全台語的電視頻道，並於7月1日將旗下的公視2台改版為全台語播出的公視台語台。

## 背景
民進黨陳水扁政府執政期間，陸續成立原住民族電視台與客家電視台；再次政黨輪替後，蔡英文政府也在2017年6月成立講客廣播電台。然而，擁有超過台灣70%人口使用的台語卻沒有相對應的官方電視台與廣播電台。公視方面指出，其對「台語電視台」的設立早在2007年就已規劃，惟政黨輪替後馬英九政府下的文化部不編列相關預算。相關人士指出，目前原住民語與客家語皆已受〈原住民族語言發展法〉與〈客家基本法〉等之保障，也都有相當高的預算補助；相較之下，使用廣泛的台語不僅沒有相關法規保障，主管機關教育部終身教育司也僅有每年5,000萬新臺幣的預算。事隔10年，對於民間社團的呼籲，文化部表示，文化部2016年設立「國家語言發展科」之後，正積極研議〈國家語言發展法〉之修法；文化部亦支持透過公廣集團提供台語專屬頻道或其他台語相關服務，近期將納入〈公共電視法〉之修法議題中。由34個民間團體聯合發起的「催生台語公共電視台」運動，陸續取得國內跨黨派超過40位立法委員的支持。

## 歷史
陳水扁政府時代，成立整合臺灣各家公共媒體運作的公廣集團，其原本已獲得核定34.5億元於高雄多功能經貿園區興建「公廣集團台語台暨南部營運中心」，然而馬英九政府上任後，由於執政的中國國民黨黨內意見而由新聞局局長史亞平要求公廣集團重新考量該計畫的必要性，致使計劃延宕，至蔡英文政府上任後，始由文化部部長鄭麗君重啟討論並確定設立。國民黨強行中斷具有平衡台灣多元文化發展及南北媒體產業均衡發展之既定政策的作法，引起許多本土社團強烈批評。
2017年，由數個本土運動社團組成的「催生台語公共電視台聯盟」聯合兩百多個團體呼籲恢復被國民黨取消的「公廣集團台語台」設置計畫，聲明中批評台灣的在地語言，諸如台語、客語、原住民族語，在國民黨數十年蠻橫無理的打壓加上「國語政策」的教條壓迫下，已經命在旦夕。他們說，陳水扁政府任內成立公廣集團（下轄：客家電視台、原住民電視台、公共電視台），然而就在其準備設立「台語電視台」之際，卻因2008年國民黨重新執政而被擱置
2018年底，台語電視台預算在立法院審查。國民黨籍立委柯志恩質疑，公視目前的節目自製率本就偏低，預算使用上不論是用於節目製作或人才培育，詳細計畫都需要再檢視。國民黨籍立委陳學聖則主張將預算挪做購回華視股權、把華視拿回來做精彩本土劇。無盟籍立委高金素梅則表示「如果要講台灣語的話，其實台灣的原住民族語應該才叫做台灣語吧！台灣霹靂台，你們可能沒看，古漢語（閩南語）講得真好，（其他台）都有一些專門台語的節目，如果是閩南語的話，各個頻道並沒有流失的問題啊！」高金素梅強調文化部定義使用語言人數不到一半的閩南語為「台語」，較難說服大眾，應該全數凍結台語電視台的預算。有些藍營立委則認為設置台語電視台是浪費資源。
立法院在2018年12月25日三讀通過《國家語言發展法》，依據此法定義，「國家語言」是指台灣各固有族群使用的自然語言及台灣手語。這些國家語言一律平等，國民使用國家語言時也不應受歧視或限制。為了落實法律中的語言平權精神，文化部編列了新台幣4億的預算，補助公視在2019年6月籌設全台語的電視頻道。
2019年7月1日，公視2台改版為公視台語台，成為台灣第一個標榜以全台語播出的電視頻道。

## 字幕
節目以母語教育為目的，一台語音都能對應一台語字，字幕以台語漢字為主，為了遇不懂之音、義時可馬上理解，依照文字（載體）、語音（發音）、字義（意義）等學習需求，可能分成以下幾種：
- 台語漢字、華語註釋
- 台語漢字、台語注音[註 1]、華語註釋
- 台語漢字、台語拼音[註 2]、華語註釋
- 台語漢字、台語注音與台語拼音、華語註釋
- 台語漢字、台語注音或台語拼音

## 外部連結
- 公視台語台的Facebook專頁
- 催生台語公共電視台的Facebook專頁